# マリオ&ソニック AT ソチオリンピック
- マリオシリーズ > マリオ&ソニック > マリオ&ソニック AT ソチオリンピック
- ソニックシリーズ > マリオ&ソニック > マリオ&ソニック AT ソチオリンピック

『マリオ&ソニック AT ソチオリンピック』（マリオアンドソニック アット ソチオリンピック、Mario & Sonic at the Sochi 2014 Olympic Winter Games）は、2013年12月5日に発売された、任天堂とセガの開発によるWii U専用ゲームソフト。ヨーロッパでは同年11月8日、アメリカでは同年11月15日に発売された。

## 概要
任天堂のマリオシリーズとセガのソニックシリーズによるコラボレーション作品の4作目。2014年にロシアのソチで開催された冬季オリンピック（ソチオリンピック）を舞台としている。
前作では据え置きゲーム機版（Wii）と携帯型ゲーム機版（ニンテンドー3DS）の2バージョンが発売されたが、今回は据え置きゲーム機のWii Uのみで発売された。またこれまでの発売元は、日本国内版は任天堂、日本国外版はセガが担当していたが、本作では全世界で任天堂が担当している。
本作ではシリーズ初のネットワークによるオンライン対戦（一部のレース系種目のみ）が可能となった。CMには関ジャニ∞の横山裕・村上信五・安田章大・大倉忠義が登場しており、6パターンのCMが存在する。
シリーズで冬季オリンピックを題材としたものは今作が最後である（2018年の平昌オリンピック、2022年の北京オリンピックは未発売）。

## モード
ワンマッチ
実際のオリンピックで行われる正式競技全16種目で競う。マリオとソニックの世界観を合体させてアレンジしたドリーム競技もプレイすることができる。
オールスターチャレンジロード
ワンマッチの正式競技およびドリーム競技全24種目を、全ての登場キャラクターを使用してプレイしていくモード。
メドレーガチバトル
様々なテーマに分けて集められた複数の競技をメドレー形式でプレイするモード。
みんなでオンライン対戦
今作で初めて追加された、世界中のプレイヤーまたはフレンドと最大4人までオンライン対戦ができるモード。レース系種目のうち、「スキークロス」「スノーボードクロス」「ショートトラック 1000m」「ウィンタースポーツチャンピオンレース」の4つがプレイ可能。
アクション×アンサーツアー
出題される様々なクイズに答えながら、オリンピック競技で競い合うシリーズ初のモード。

## 登場キャラクター
- バランスタイプ
  - マリオ
    - 声・チャールズ・マーティネー

  - ルイージ
    - 声・チャールズ･マーティネー

  - クッパJr.
    - 声・ケーティー・サゴイアン

  - エミー
    - 声・川田妙子

  - ブレイズ
    - 声・高森奈緒
- テクニックタイプ
  - テイルス
    - 声・広橋涼

  - Dr.エッグマン
    - 声・大塚周夫

  - シルバー
    - 声・小野大輔

  - ピーチ
    - 声・サマンサ・ケリー

  - ワルイージ
    - 声・チャールズ･マーティネー
- スピードタイプ
  - ソニック
    - 声・金丸淳一

  - シャドウ
    - 声・遊佐浩二

  - メタルソニック
  - ヨッシー
    - 声・戸高一生

  - デイジー
    - 声・ディアナ・マスタード
- パワータイプ
  - クッパ
    - 声・ケニー・ジェームズ

  - ワリオ
    - 声・チャールズ･マーティネー

  - ドンキーコング
    - 声・長嶝高士

  - ナックルズ
    - 声・神奈延年

  - ベクター
    - 声・三宅健太
- ライバルキャラ
  - キャサリン【ピンク】【黄色】【青】【緑】
    - 声・戸高一生

  - カメック
  - ジェット
    - 声・岸尾だいすけ

  - キングテレサ
  - オメガ
    - 声・楠大典

  - ルージュ
    - 声・落合るみ

  - ほねクッパ
  - エッグマンネガ
    - 声・大塚周夫